# Віджай Маллья
Віджай Маллья (каннада/конкани: ವಿಜಯ್ ಮಲ್ಯ, р. 18 грудня 1955, Бантвал, штат Карнатака, Індія) — індійський мільярдер, власник та керівник команди Формули-1 Force India з 2008 року. Син промисловця Виттала Маллья. Керівник United Breweries Group та Kingfisher Airlines.

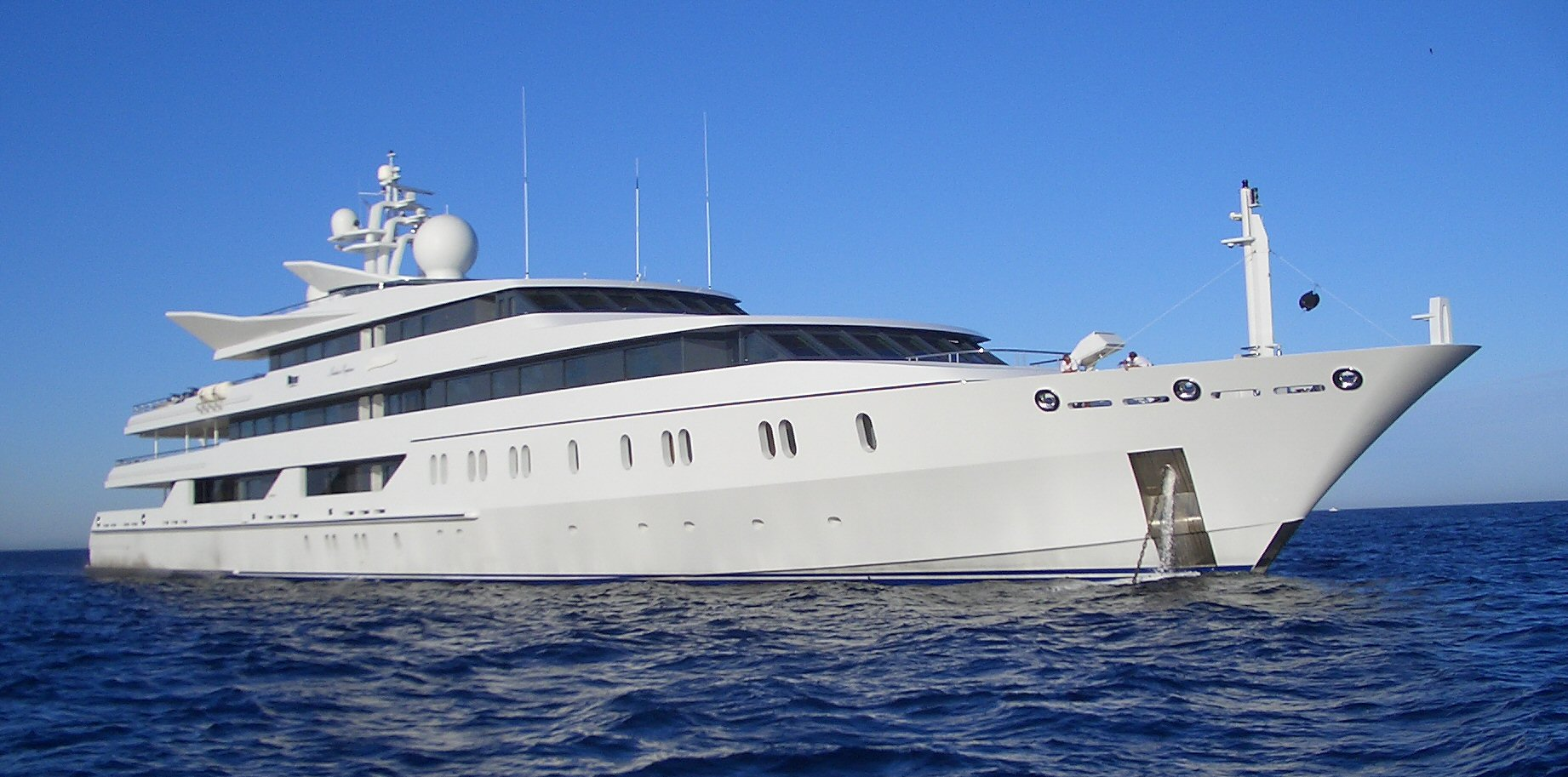
Яхта Віджая Маллья.

У 2008 році Маллья зайняв 162 і 41 місця в числі найбагатших людей світу та Індії відповідно з капіталом в 1,2 млрд доларів США. Значне висвітлення в пресі мають його щедрі вечірки, готелі, автомобілі, спортивні команди і його яхта Indian Empress — одна з найбільших у світі. Діяльність Малльі по виданню календарів з фотографіями гарних дівчат надихнула індійського кінорежисера Мадхура Бхандаркара на створення художнього боллівудського фільму «Calendar Girls», роль Малльі на екрані зіграв індійський актор Сухел Сетх.

## Спорт

### Формула-1
Основна стаття: Force India.

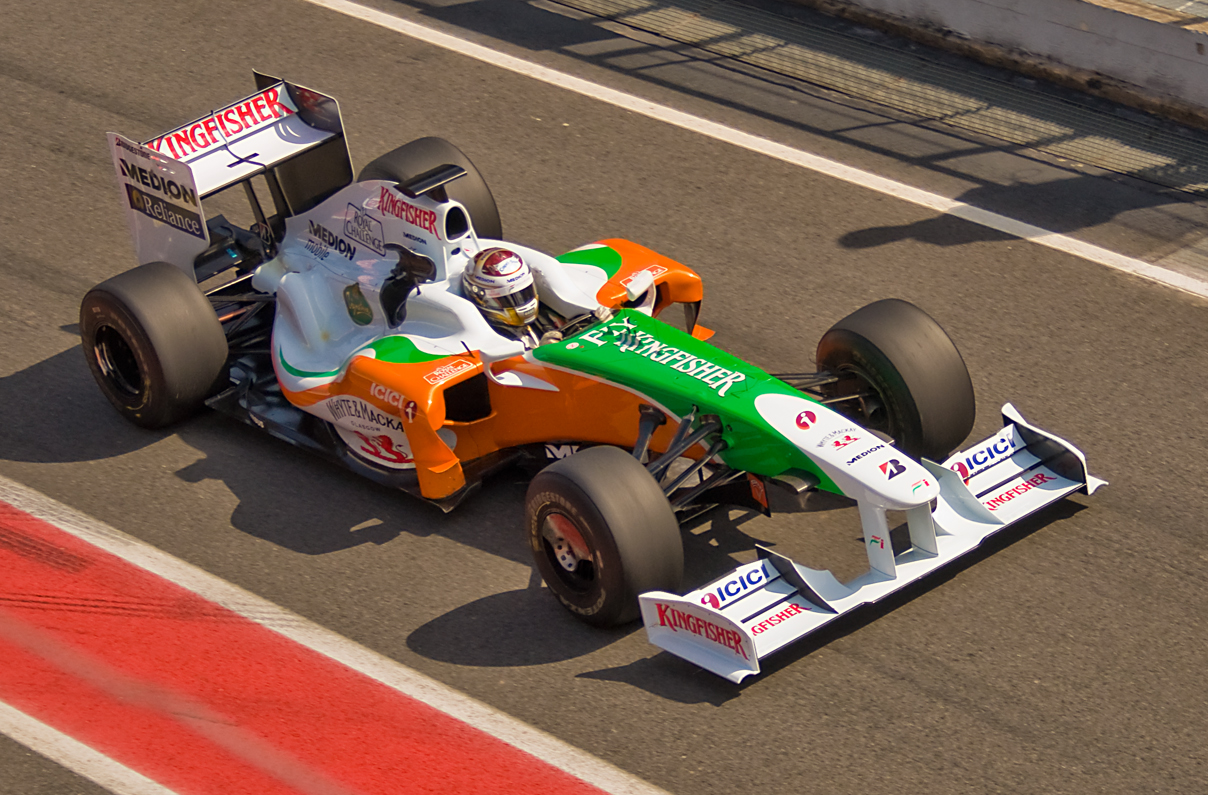
Болід команди Force India у році.

У 2007 році Маллья та сім'я Мол з Нідерландів купили команду Формули-1 Spyker (колишній Jordan та Midland) за 88 млн євро. Команда змінила назву на Force India («Сила Індії») з 2008 року.